# Fabion

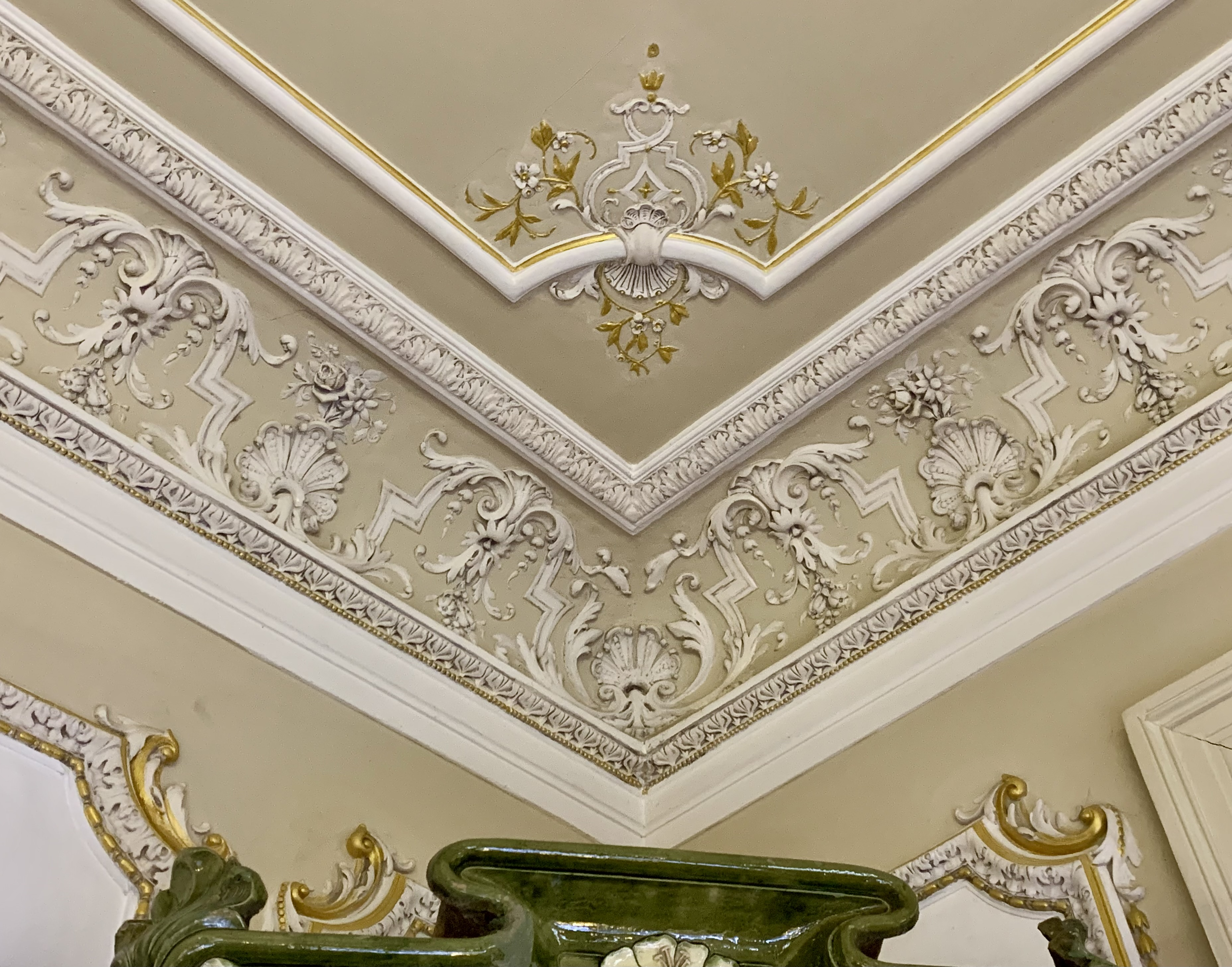
Fabion bohatě zdobený historizujícím ornamentem

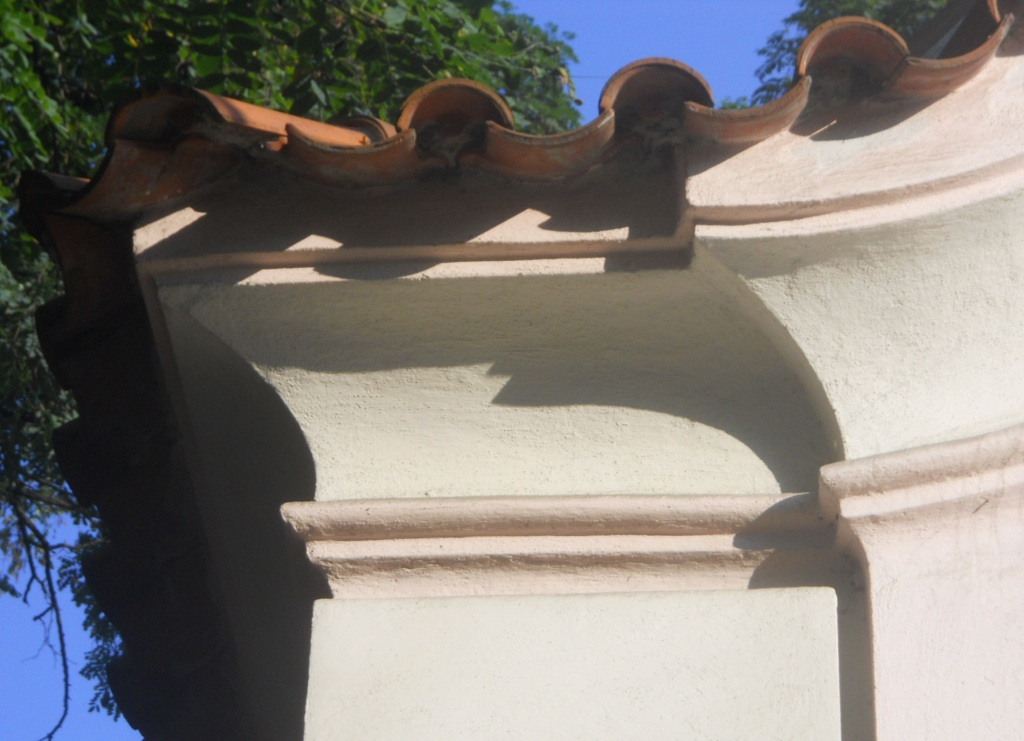
Fabionová římsa z 2. poloviny 18. století, Praha-Košíře, kaple Nanebevzetí Panny Marie

Fabion je architektonický článek, který vytváří zaoblený nebo bohatě profilovaný přechod mezi svislou stěnou a stropem.
Povrch fabionu se provádí z omítky, uvnitř vyztužuje rákosem, případně dřevem, v pozdních měšťanských interiérech z přelomu 19. a 20. století i pouhým kartónem. Velké fabiony se od stěny i stropu oddělují lištou, pásem nebo reliéfem. 
Stejný tvar vydutého čtvrtválce se vyskytuje také na nadpražích a fabionových římsách.

## Historie
Fabion se vyskytuje souběžně s omítáním stěn a stropů, v Evropě zejména v renesanci, v baroku a od 19. století i u běžných obytných staveb. Fabion malých rozměrů (v měšťanských domech) se obvykle tvaroval pomocí pivní lahve. Fabionové římsy se v českých zemích vyskytují od poloviny 17. do konce 19. století.